# Campeonato Gaúcho de Futebol de 1954 - Série A
O Campeonato Gaúcho de Futebol de 1954, foi a 34ª edição da competição no Estado do Rio Grande do Sul. O título do campeonato deveria ter sido decidido em um quadrangular, porém o abandono do Gabrielense de São Gabriel, fez com que a fórmula fosse mudada para um triangular. O campeão desse ano foi o Renner de Porto Alegre. No Renner atuavam duas figuras que teriam grande destaque em suas carreiras em todo Brasil, Ênio Vargas de Andrade e Valdir Joaquim de Moraes. Esta conquista foi a última de um clube fora Grêmio e Internacional por um período de 44 anos. Somente em 1998 outro time fora os dois da capital quebraria esta escrita, o Juventude. Foi o último campeonato em que nem Grêmio nem Inter ficaram entre os dois primeiros colocados.

## Participantes
| Equipe       | Cidade       | Classificação                   | Participação |
| ------------ | ------------ | ------------------------------- | ------------ |
| Brasil       | Pelotas      | Campeão da Região Litoral/Sul   | 10ª          |
| Ferro Carril | Uruguaiana   | Campeão da Região Fronteira     | 2ª           |
| Renner       | Porto Alegre | Campeão da Região Metropolitana | 2ª           |

* O Gabrielense, de São Gabriel, campeão da Região Serra, desistiu de participar.

## Tabela

### Triangular final

#### Turno
| 23 de janeiro de 1955 | Ferro Carril | 1 – 2 | Brasil de Pelotas   | Uruguaiana (RS) |
|                       | Chirimino    |       | Seara · João Borges |                 |

| 30 de janeiro de 1955 | Renner               | 2 – 0 | Ferro Carril | Tiradentes, Porto Alegre (RS) |
|                       | Breno Mello · Joelcy |       |              |                               |

| 6 de fevereiro de 1955 | Brasil de Pelotas | 1 – 1 | Renner | Bento Freitas, Pelotas (RS) |
|                        | Joaquinzinho      |       | Juarez | Árbitro: Hans Lutzkat       |

| BRASIL DE PELOTAS: |  |              |
|                    |  |              |
| G                  |  | Carúccio     |
| Z                  |  | Osvaldo      |
| Z                  |  | Duarte       |
| M                  |  | Tibirica     |
| M                  |  | Seara        |
| M                  |  | Jari         |
| A                  |  | Mortoza      |
| A                  |  | Caizé        |
| A                  |  | Negrito      |
| A                  |  | Joaquinzinho |
| A                  |  | João Borges  |
| Treinador:         |  |              |
| Galego             |  |              |

| RENNER:           |  |              |
|                   |  |              |
| G                 |  | Luiz Carlos  |
| Z                 |  | Orlando      |
| Z                 |  | Bonzo        |
| M                 |  | Gago         |
| M                 |  | Paulistinha  |
| M                 |  | Olavo        |
| A                 |  | Ênio Andrade |
| A                 |  | Pedrinho     |
| A                 |  | Breno Mello  |
| A                 |  | Juarez       |
| A                 |  | Joelcy       |
| Treinador:        |  |              |
| Selviro Rodrigues |  |              |

#### Returno
| 13 de fevereiro de 1955 | Brasil de Pelotas            | 3 – 1 | Ferro Carril | Bento Freitas, Pelotas (RS) |
|                         | Seara · Joaquinzinho · Caizé |       | Bentevi      |                             |

| 17 de fevereiro de 1955 | Ferro Carril | 0 – 1 | Renner      | Uruguaiana (RS) |
|                         |              |       | Breno Mello |                 |

| 3 de abril de 1955 | Renner                             | 3 – 0 | Brasil de Pelotas | Tiradentes, Porto Alegre (RS)                                                                          |
|                    | Breno Mello 46' 71' · Pedrinho 73' |       |                   | Árbitro: Fortunato Francisco Tonelli Auxiliares: Armando Barcelos Jorge e Heriberto Reis do Nascimento |

| RENNER:           |  |                |  |                 |
|                   |  |                |  |                 |
| G                 |  | Valdir         |  |                 |
| Z                 |  | Orlando        |  | Substituído     |
| Z                 |  | Bonzo          |  |                 |
| M                 |  | Ênio Rodrigues |  |                 |
| M                 |  | Paulistinha    |  |                 |
| M                 |  | Léo            |  |                 |
| A                 |  | Ênio Andrade   |  |                 |
| A                 |  | Pedrinho       |  |                 |
| A                 |  | Breno Mello    |  |                 |
| A                 |  | Juarez         |  |                 |
| A                 |  | Joelcy         |  |                 |
| Substituição:     |  |                |  |                 |
|                   |  | Olavo          |  | Entrou em campo |
| Treinador:        |  |                |  |                 |
| Selviro Rodrigues |  |                |  |                 |

| BRASIL DE PELOTAS: |  |              |
|                    |  |              |
| G                  |  | Carúccio     |
| Z                  |  | Osvaldo      |
| Z                  |  | Duarte       |
| M                  |  | Tibirica     |
| M                  |  | Seara        |
| M                  |  | Jari         |
| A                  |  | Mortoza      |
| A                  |  | Caizé        |
| A                  |  | Negrito      |
| A                  |  | Joaquinzinho |
| A                  |  | João Borges  |
| Treinador:         |  |              |
| Galego             |  |              |

| Classificação - Triangular Final                                                                                            | Classificação - Triangular Final | Classificação - Triangular Final | Classificação - Triangular Final | Classificação - Triangular Final | Classificação - Triangular Final | Classificação - Triangular Final | Classificação - Triangular Final | Classificação - Triangular Final | Classificação - Triangular Final |
| Time | Time                             | PG                               | J                                | V                                | E                                | D                                | GP                               | GC                               | SG                               |
| --- | -------------------------------- | -------------------------------- | -------------------------------- | -------------------------------- | -------------------------------- | -------------------------------- | -------------------------------- | -------------------------------- | -------------------------------- |
| 1 | Renner                           | 7                                | 4                                | 3                                | 1                                | 0                                | 7                                | 1                                | 6                                |
| 2 | Brasil de Pelotas                | 5                                | 4                                | 2                                | 1                                | 1                                | 6                                | 6                                | 0                                |
| 3 | Ferro Carril                     | 0                                | 4                                | 0                                | 0                                | 4                                | 2                                | 8                                | - 6                              |
| PG - pontos ganhos; J - jogos; V - vitórias; E - empates; D - derrotas; GP - gols pró; GC - gols contra; SG - saldo de gols |                                  |                                  |                                  |                                  |                                  |                                  |                                  |                                  |                                  |

| Gauchão 1954               |
| -------------------------- |
| Renner Campeão (1º título) |